# 本マグロトロ太郎
- 『本マグロトロ太郎』（ほんマグロトロたろう）とは、テレビ東京のフラッシュアニメ番組、ファイテンション☆スクール内で放送されていたサンプラザ中野くんによるアニメ作品[1]。または本アニメの主人公の名前。30秒間のストーリーとエンディングテーマで構成されている[2]。
- 原案・監督・脚本・キャラクターデザイン・声の出演・歌とサンプラザ中野くんが作品ほぼ全てに関わっている。
- 後継番組ファイテンション☆テレビでは、続編である『本マグロトロ太郎TV』が放送されていた。

## 概要
ファイテンション☆スクールから始まったこのアニメは、番組内でも大好評だったため、ファイテンション☆テレビでも続投された。しかし、ファイテンション☆テレビ最終回にも次回予告を行っていた。（「次回はありません」と寂しくテロップが出た。）これは、第一回世界すし博へ向けての次回予告であり、厳密な最終回は世界すし博内部で発信されたCMとして放送された4話がそれぞれの予告をループする形となっていた。この4話はYouTubeで見ることが出来る。（英語字幕つきである。）
2007年11月1日に本マグロトロ太郎のぬいぐるみが発売された。

## 登場キャラクター

### 主要キャラ
本マグロトロ太郎
本アニメの主人公。日本出身。名字は本マグロ。正義の味方らしい。
作品の舞台、寿司ネタ学園に通っている。
顔がトロ寿司で身体が湯飲み茶碗。そして足はガリでできている。
本マグロ寿司の板前さんでかつ寿司ネタ学園の生徒でもある。
頭は本マグロが乗っており、これが顔となる。頭のパーツは銀シャリで成人したので、わさびが詰まっている。必殺技はわさビーム。しかし、寿司ネタの大トロをどけるため、狙いが定まらない。
身体は緑茶の入った湯呑みに茶の文字が書かれている。
体の中身のお茶が変わる度にキャラが変わる。(例：チャイからトロババなど)
アボカドボーイ
トロ太郎の同級生であり、ライバル。アモリカ出身。
頭および顔はアボカド。身体はコークの文字が書かれている赤色の缶。
感心した時に発する「ダッタノカー」が口癖。
オクトパス・タコ8世伯爵
顔がタコ寿司。
身体は黒いものに包まれており、正体がつかめない。
伯爵らしいのに寿司ネタ学園で先生をやっている。
語尾にいつも「タコ」が加わっている。次回予告のナレーションも彼である。
サーモン豊作
頭の寿司ネタは鮭。日本出身。
身体の文字は芋。黒ぶち眼鏡をかけた熱血漢である。
巨人の星の左門豊作のパロディ。
プリンセス・ビターショコラ
アラプの石油王の娘。プランス出身である。
頭はチョコレート。プランスでチョコレート寿司が大人気であることから寿司ネタ学園の生徒になっている。
タコ8世伯爵を画面外でボコボコにしたり、前に出ようとしたアボカドボーイを腕で抑えるなどの一面もある。

### ゲストキャラ
おはぎちゃん
頭がおはぎの少女。
いつも泣いている。
「甘いお寿司でごめんなさい」と言う。
刑事（デカ）ブリオ
レオナルド・ディカプリオのパロディ。頭の寿司ネタはブリの押し寿司。
実は出世魚のため、おはぎちゃんに過去の名前で呼ばれた。
過去の名前は、イナダ。おはぎちゃんのことが好きだった。
肉肉団のニック
アモリカに本拠地を置く、肉食文化を広める悪の秘密結社。もしくはその代表。
博士
トロ太郎とアボカドボーイを作った人。
真っ黒で素顔が見えない。
イノキオ
トロ太郎の湯呑みの中にいる。
嘘をつくとアゴがのびる。語尾にいつも「ピー」がつく。嘘をつくと鼻がのびる兄がいる。

## スタッフ
- 原案・監督・脚本・キャラクターデザイン・声の出演・歌:サンプラザ中野くん
- 演出:春日森春木
- 作画:熊田幸